# Елизавета Рудланская
Елизавета Рудланская или Элизабет Рудланская (англ. Elizabeth of Rhuddlan; 7 августа 1282, Рудлан, Денбишир, Уэльс — 5 мая 1316, Квендон, Эссекс, Королевство Англия) — младшая дочь короля Англии Эдуарда I и Элеоноры Кастильской, бывшая замужем за графом Голландии Яном I, а после его смерти в 1299 году — за английским магнатом Хамфри де Богуном, 4-м графом Херефорд. Во втором браке родила одиннадцать детей.

## Биография
Елизавета родилась в замке Рудлан в Денбишире 7 августа 1282 года — в то самое время, когда её отец, король Англии Эдуард I, завоёвывал Уэльс. Она стала последней дочерью и предпоследним (пятнадцатым) ребёнком Эдуарда I и его первой жены Элеоноры Кастильской, находившихся к тому времени в браке двадцать семь лет. Уже в апреле 1285 года король договорился с графом Голландии Флорисом V о браке Элизабет с сыном и наследником графа Яном; была заключена помолвка, и Ян приехал в Англию, чтобы получить воспитание на родине невесты. С помощью династического брака Эдуард рассчитывал заключить антифранцузский союз. После убийства Флориса V заговорщиками (1296 год) Ян стал графом Голландии, а 18 января 1297 года в Ипсуиче (Суффолк) он обвенчался с Елизаветой.
Сразу после свадьбы Ян отправился в своё графство. Его юная жена по настоянию отца осталась на родине; только осенью 1297 года, после ряда просьб мужа, она тоже поехала в Голландию. 10 ноября 1299 года пятнадцатилетний Ян I скоропостижно умер. Елизавета, оставшаяся бездетной вдовой, вернулась в Англию и снова поселилась при дворе отца, назначившего ей содержание. 14 ноября 1302 года в Вестминстерском аббатстве она вышла замуж во второй раз — за Хамфри де Богуна, графа Херефорда и Эссекса, верховного констебля Англии. Так же, как перед замужеством сестры Елизаветы, Джоанны Акрской, Эдуард I заключил с будущим зятем соглашение, по которому получал все его владения, а после свадьбы возвращал их — но уже Богуну и его жене. В случае, если бы Елизавета пережила и второго мужа, она должна была стать единственной владелицей всего его имущества. В отличие от ситуации с Джоанной, земли королевского зятя не могли перейти к детям принцессы от гипотетического третьего брака.
После свадьбы Елизавета продолжала жить при королевском дворе. Только в 1307 году, после смерти отца, она переехала в поместья мужа. В одном из этих поместий, Квендоне в Эссексе, графиня и умерла 5 мая 1316 года, сразу после одиннадцатых родов. Её похоронили в родовой усыпальнице Богунов в Уолденском аббатстве (Эссекс).

## Потомки
Первый брак Елизаветы Рудланской остался бездетным. От второго мужа она родила одиннадцать детей, из которых до взрослых лет дожили семеро. Детьми графини были:
- Эдмунд;
- Маргарита (умерла 16 декабря 1391) муж: с 11 августа 1325 года Хью де Куртене (12 июля 1303 — 2 мая 1377), 10-й граф Девон;
- Хью (1303—1305);
- Элеонора (17 октября 1304 — 7 октября 1363); 1-й муж: с 1327 года Джеймс Батлер (около 1305 — январь/февраль 1338), 1-й граф Ормонд; 2-й муж: с 1344 года Томас Дэгуорт (после 1312 — июль/август 1350), барон Дэгуорт;
- Мария (родилась и умерла в 1305);
- Джон (23 ноября 1306 — 20 января 1336), 5-й граф Херефорда и 4-й граф Эссекса с 1322 года, лорд-констебль Англии в 1322—1330 годах;
- Хамфри (6 декабря 1309 — 15 октября 1361), 6-й граф Херефорда и 5-й граф Эссекса с 1336 года, лорд-констебль Англии в 1330—1338, 1360—1361 годах;
- Эдуард (1311 — примерно 10 ноября 1334);
- Уильям (1311 — 16 сентября 1360), близнец Эдуарда, 1-й граф Нортгемптон с 1337, лорд-констебль Англии с 1338 года;
- Энис (1314—1343);
- Изабелла (родилась и умерла 5 мая 1316)[10].